# Emilio Palma
Emilio Marcos de Palma (ur. 7 stycznia 1978 na Antarktydzie) – obywatel argentyński, pierwszy znany człowiek, który urodził się na Antarktydzie. Fakt ten został odnotowany w Księdze rekordów Guinnessa. Palma jako pierwszy człowiek urodził się tak daleko na południu Ziemi.
Przyszedł na świat w argentyńskiej bazie Esperanza na czubku Półwyspu Antarktycznego. Jego rodzice, Jorge de Palma (szef tamtej ekspedycji) i Silvia Morello de Palma, zostali tam wysłani, aby ustalić, czy możliwe jest zasiedlenie kontynentu przez osoby cywilne – dla wzmocnienia argentyńskich roszczeń terytorialnych. W momencie wylotu z Argentyny matka była w siódmym miesiącu ciąży.
Emilio przy narodzeniu ważył 7,5 funta (ok. 3,4 kg) i urodził się w pełni zdrowy. Był on czwartym dzieckiem w tej rodzinie; państwo Palma mieli potem jeszcze jedno dziecko. Po powrocie do Argentyny mieszkał w Buenos Aires. Był osobą rozpoznawalną, odwiedzali go liczni goście ze świata, dostawał wiadomości od papieża. Oferowano mu m.in. stypendium wojskowe (jego ojciec był wojskowym), jednak zajął się informatyką.
Palma nie był pierwszą osobą urodzoną w tych rejonach. Pierwszym człowiekiem urodzonym w tzw. strefie konwergencji antarktycznej była Norweżka Solveig Gunbjørg Jacobsen (miało to miejsce w 1913 roku w Grytviken).